# الولي (حبيش)

تعديل مصدري - تعديل

الولي محلة تابعة لقرية المكافسة، التابعة لعزلة بني الضاحتين بمديرية حبيش إحدى مديريات محافظة إب في الجمهورية اليمنية، بلغ تعداد سكانها 81 حسب تعداد اليمن لعام 2004.